# Artistique-Weltmeisterschaft 1970

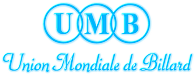
Logo UMB (ausrichtender Verband)

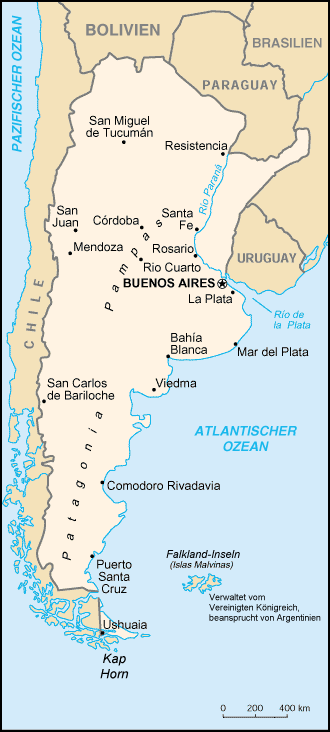
Veranstaltungsort:
La Plata

Die Billard-Artistique-Weltmeisterschaft 1970 war das sechste Turnier in dieser Disziplin des Karambolagebillards und fand vom 10. bis zum 13. November 1970 in La Plata statt.

## Geschichte
Die Meisterschaft war ein sehr langes Turnier. Erst nach vier Uhr morgens absolvierte der neue Weltmeister Raymond Steylaerts seine letzte Figur. Trotzdem waren noch immer 2.500 Zuschauer im Turniersaal. Platz zwei verteidigte der Argentinier Carlos Tosi vor dem Spanier Ricardo Fernández. Das Niveau dieser Meisterschaft war allerdings eher mäßig.

## Modus
Gespielt wurden 76 verschiedene Figuren mit verschiedenen Punktewertungen. Jeder Teilnehmer hatte pro Figur drei Versuche. Die maximale Punktzahl betrug 500 Punkte.

Gewertet wurde wie folgt:
1. Punkte = Erzielte Punkte
2. Versuche = Anzahl der gespielten Versuche
3. gelöste Figuren = gelöste Figuren
4. HS = Punkte der nacheinander gelösten Figuren

## Abschlusstabelle
| Platz                        | Name               | Punkte | Versuche | gel. Figuren | HS |
| ---------------------------- | ------------------ | ------ | -------- | ------------ | -- |
| 1                            | Raymond Steylaerts | 223    | 185      | 37           | 28 |
| 2                            | Carlos Tosi        | 174    | 185      | 31           | 27 |
| 3                            | Ricardo Fernández  | 168    | 198      | 28           | 22 |
| 4                            | Egidio Vieira      | 140    | 199      | 25           | 16 |
| 5                            | Hernan Bustos      | 140    | 203      | 24           | 16 |
| 6                            | Raymond Jublot     | 113    | 210      | 23           | 17 |
| 7                            | Orlando Perillo    | 63     | 219      | 13           | 9  |
| 8                            | José Iglesias-Diaz | 25     | 219      | 6            | 8  |
| Turnierdurchschnitt: 26,15 % |                    |        |          |              |    |